# Majorat (województwo lubelskie)
Majorat (Zakrzówek Majoracki) – kolonia w Polsce położona w województwie lubelskim, w powiecie kraśnickim, w gminie Zakrzówek. Leży na lewym brzegu rzeki Bystrzycy.
W latach 1975–1998 miejscowość administracyjnie należała do ówczesnego województwa lubelskiego.
Miejscowość stanowi sołectwo gminy Zakrzówek. Według Narodowego Spisu Powszechnego (III 2011 r.) wieś liczyła 163 mieszkańców.